# 美園 (石巻市)
美園（みその）は、宮城県石巻市にある町名。現行行政地名は美園一丁目から美園三丁目。住居表示未実施。

## 地理
石巻市の中心街から中央部に位置し、主に住宅地が多い。

## 歴史
- 2014年（平成26年）2月22日 - 南境土地区画整理事業に伴い、南境字新稲干・南境字新小堤の各一部を分離し、美園一丁目から美園三丁目を設置[4]。

## 世帯数と人口
2018年（平成30年）9月30日現在の世帯数と人口は以下の通りである。
| 丁目       | 世帯数  | 人口    |
| ---------- | ------- | ------- |
| 美園一丁目 | 105世帯 | 268人   |
| 美園二丁目 | 193世帯 | 550人   |
| 美園三丁目 | 253世帯 | 710人   |
| 計         | 551世帯 | 1,528人 |

## 小・中学校の学区
市立小・中学校に通う場合、学区は以下の通りとなる。
| 丁目       | 番・番地等 | 小学校             | 中学校             |
| ---------- | ---------- | ------------------ | ------------------ |
| 美園一丁目 | 全域       | 石巻市立稲井小学校 | 石巻市立稲井中学校 |
| 美園二丁目 | 全域       | 石巻市立稲井小学校 | 石巻市立稲井中学校 |
| 美園三丁目 | 全域       | 石巻市立稲井小学校 | 石巻市立稲井中学校 |

## 施設
- 仮設南境第２団地
- 仮設南境第３団地
- 仮設南境第６団地